# Estêvão (filho de Mutímero)
Estêvão (em grego medieval: Στέφανος; romaniz.: Stéphanos; em sérvio: Стефан; romaniz.: Stefan), também conhecido como Estêvão Filho de Mutímero (em sérvio: Стефан Мутимировић; romaniz.: Stefan Mutimirović) foi um príncipe da Sérvia (cnezo) do século IX, filho do príncipe Mutímero (r. 850–891)

## Vida

Árvore genealógica da Casa de Blastímero

Estêvão era o filho mais novo do príncipe Mutímero (r. 850–891) e irmão de Brano e Pribéstlabo. É citado pela primeira vez na década de 860, após Mutímero repelir ataque do cã Bóris I (r. 852–889). Na ocasião, Vladimir, filho de Bóris, foi preso junto com 12 grandes boilados (altos dignitários) e ele e Estêvão foram oferecidos como reféns aos búlgaros para garantir-lhes passagem segura à fronteira da Ráscia. Parece que trocaram presentes e seus filhos e firmaram a paz e os presentes dados por Bóris foram dois escravos, dois falcões, dois cachorros e 80 peles. Em 892, Pribéstlabo (r. 891–892) foi derrubado por seu primo Pedro (r. 892–917) e Breno e seus irmãos foram exilados na Croácia.